# Japanse honingbij
De Japanse honingbij (Apis cerana japonica) is een ondersoort van de Aziatische honingbij, die voornamelijk voorkomt in Japan.
Studie naar het mitochondriaal DNA van de Japanse honingbij heeft aangetoond dat de ondersoort oorspronkelijk van het Koreaans Schiereiland komt. Ze trekken steeds vaker de stedelijke gebieden in vanwege gebrek aan natuurlijke vijanden.
De Japanse honingbij is vrij resistent tegen de mijt Varroa jacobsoni, die veel voorkomt onder Aziatische honingbijen.

## Ecologie en gedrag

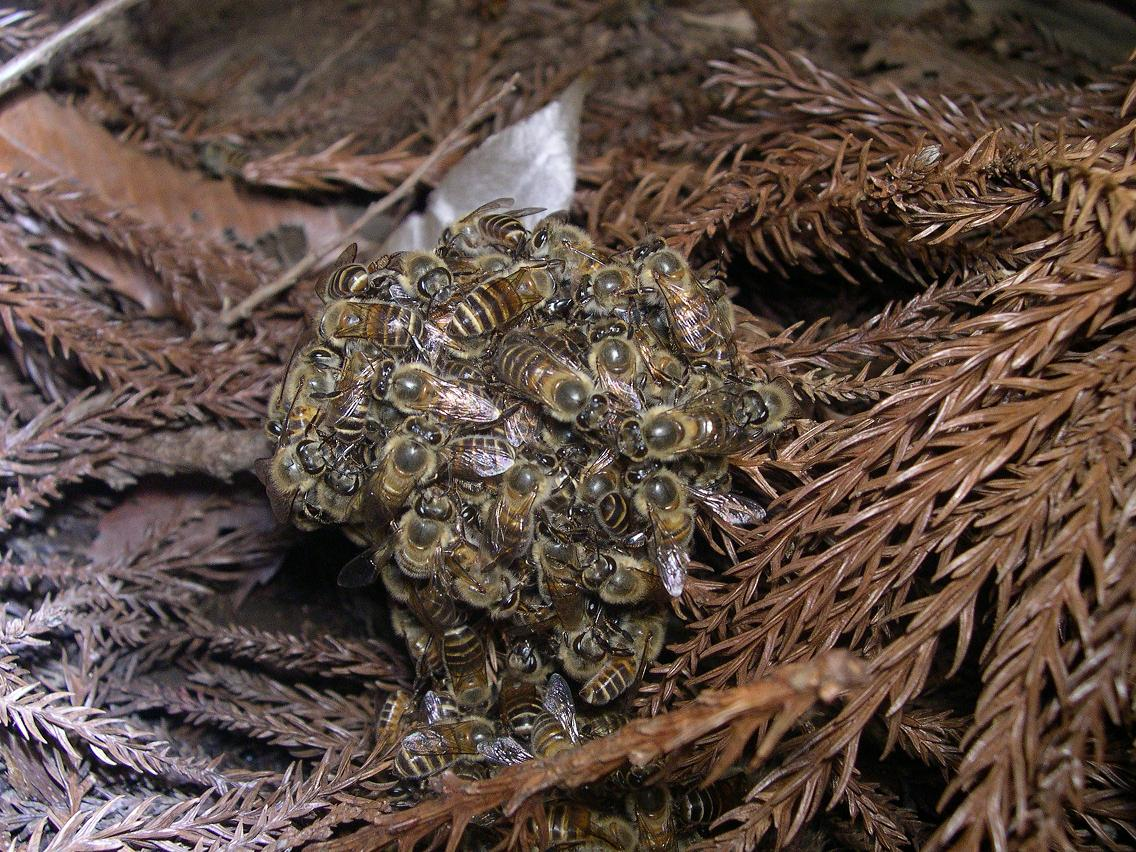
Japanse honingbijen vormen een “ bijenbal” rond twee enorme hoornaars (Vespa simillima xanthoptera)

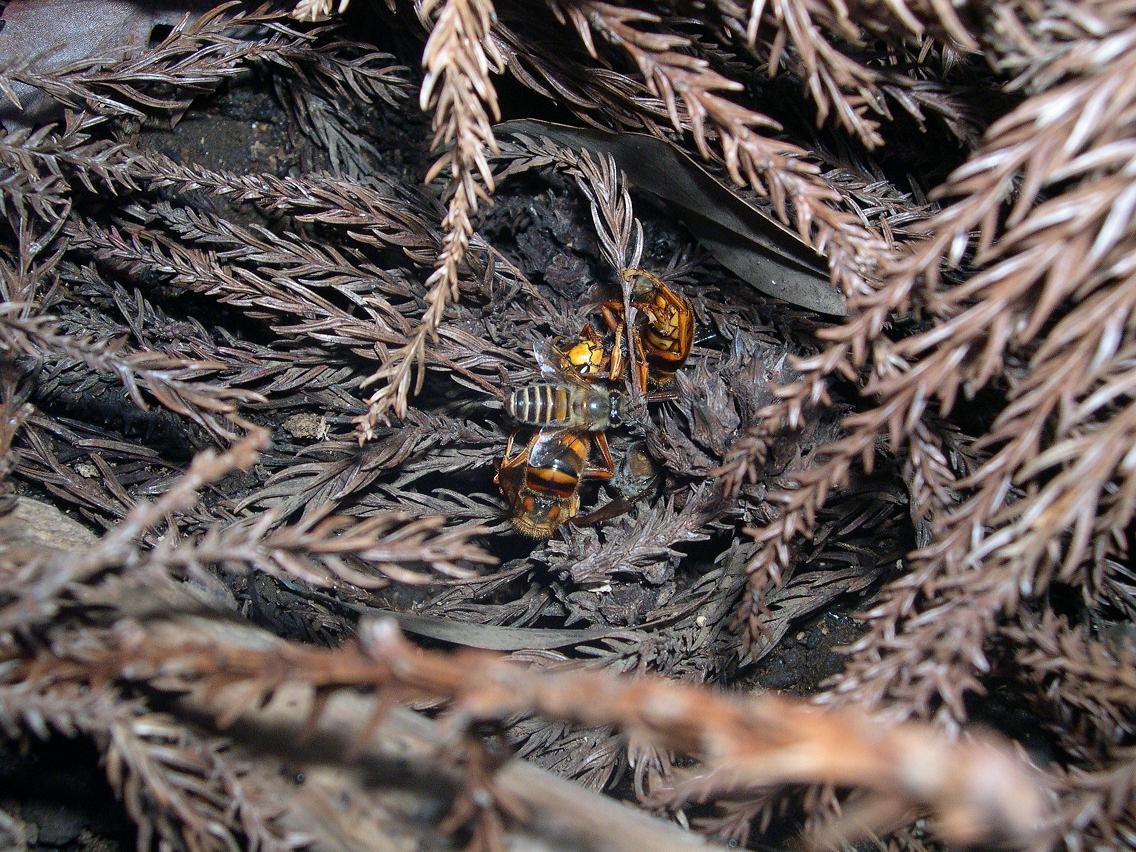
Een uur later zijn beide hoornaars dood.

Japanse honingbijen staan bekend om hun verdediging tegen de Aziatische reuzenhoornaar (Vespa mandarinia), een insect vele malen groter dan de honingbij. Indien een Aziatische reuzenhoornaar een bijenkorf van Japanse honingbijen nadert, laat hij een specifiek feromoon los als jachtsignaal. Dit feromoon wordt ook waargenomen door de honingbijen. Wanneer ze dit feromoon waarnemen, verzamelen ze zich met honderden tegelijk bij een nestingang.
Eerst laten ze de hoornaar de korf betreden. Zodra de hoornaar eenmaal binnen is, vormen de bijen een bal die de reuzenhoornaar geheel omsluit. Deze bijenbal bestaat uit ongeveer 500 bijen. De hoornaar kan zo niet meer weg. Daarna beginnen de bijen met hun vleugelspieren te trillen om zo de temperatuur in de bal op te drijven tot circa 47 °C. Honingbijen verdragen deze temperatuur, maar de reuzenhoornaar kan hooguit 46 °C aan. Na ongeveer een uur in de hitte van de bal sterft de hoornaar.
Veel bijen laten het leven bij het toepassen van deze techniek, daar de reuzenhoornaar zelf tot 40 bijen per minuut kan doden met z’n angel. De dood van de reuzenhoornaar voorkomt dat deze meer hoornaars inlicht over de locatie van de bijenkorf.
Imkers in Japan hebben een paar keer geprobeerd de Europese honingbij te introduceren in de hoop de honingproductie te vergroten, maar omdat deze bijensoort niet deze verdedigingstechniek kent worden kolonies van Europese honingbijen geregeld slachtoffer van de reuzenhoornaars.